# 櫻井眞利子
櫻井 眞利子（さくらい まりこ、1988年9月24日 - ）は、日本のプロボウラー。埼玉県出身。JPBA第45期生。ライセンスNo.493（2012年交付）。SAP草加ボウル～SITE4Dを経て現在はフリー。『ボウリング革命 P★League』でのキャッチフレーズは『勝気なストライク女神（ヴィーナス）』。夫はプロボウラーの伊吹太陽（いぶきあつし）。

## 人物
- 大学4年の時にプロテストを受験するが、不合格になった。2度目のプロテスト受験に合格してプロ入りを果たした。プロ入り当時に所属していたSAP草加ボウルは高校時代から働いていた[2]。
- BS日テレの『ボウリング革命 P★League』（以下Pリーグ）に第41戦より参戦。1回戦Cグループの試合で鈴木理沙とプロボウラー同期生の渡辺けあきとの対戦でスコアは201で1回戦敗退となったものの金城愛乃以来のビッグ5攻略などドラマチックなデビューを飾った。Pリーグ初勝利はデビュー2戦目の第43戦で前回(第42戦)優勝者のキム・スルギと前回(第42戦)第3位の岸田有加との対戦にて。Pリーグ初優勝は自身初の決勝進出を果たした第52戦で達成。第4シーズン（第52戦-第54戦）は全ての試合で1回戦を突破して、ポイントランク1位で初のシーズンチャンピオン決定戦進出を果たす。
- 2020年3月24日のランクシーカー公式ブログにて自身の結婚と双子の妊娠を公表。

## アマチュア時代の成績

### 2011年
- 第34回JLBCプリンスカップ 第8位（アマ2位）

## プロ入り後の成績

### 2014年
- Pリーグ第52戦優勝

### 2015年
- Pリーグ第4シーズンチャンピオン決定戦 3位

### 2017年
- 2017宮崎プロアマオープントーナメント 25位タイ
- Doリーグ2017 準優勝
- JLBCクィーンズオープン 7位